# Halolaelapidae
Halolaelapidae es una familia de ácaros perteneciente al orden Mesostigmata.

## Géneros
- Dinychella Berlese, 1888
- Halodarcia Karg, 1969
- Halolaelaps Berlese & Trouessart, 1889
- Halozercon J. Wisniewski, W. Karg & W. Hirschmann, 1992
- Leitneria Evans, 1957
- Saprosecans Karg, 1964